# Ceratogastra ornata
Ceratogastra ornata är en stekelart som först beskrevs av Thomas Say 1835.  Ceratogastra ornata ingår i släktet Ceratogastra och familjen brokparasitsteklar. Utöver nominatformen finns också underarten C. o. sicca.